# Classe Kuma
La classe Kuma fut la seconde classe de croiseurs légers de la Marine impériale japonaise construite conjointement aux arsenaux navals de Nagasaki, Kōbe et Sasebo. Ils ont participé à de nombreuses actions pendant la Seconde Guerre mondiale sur le théâtre de la guerre du Pacifique.

## Conception
Successeurs des croiseurs de la Classe Tenryū, les unités de la classe Kuma ont été dotés d'une plus grande puissance de feu en équivalence avec la classe Omaha de l'US Navy ; la coque a été rallongée pour pouvoir recevoir plus de canons. 
La réussite navale japonaise à la Bataille de Port-Arthur durant la guerre russo-japonaise de 1904-1905 permit le développement de la Torpille Long Lance dans les années 1930 qui équipa l'ensemble de la flotte japonaise. Les missions des croiseurs légers étaient principalement le repérage des destroyers et des sous-marins et des attaques nocturnes massives à grande vitesse.
Cependant, le développement rapide de l'aviation navale et de la guerre sous-marine rendit vite cette conception de combat obsolète, surtout que l'armenent de défense antiaérienne était aussi très limitée sur ces croiseurs. L'armement principal était de 7 canons de 140 mm montés en tourelle-simple (2 sur l'avant, 3 sur l'arrière et 2 en latéral). Il a été prévu une catapulte pour lancer un hydravion Kawanishi E7K1 Alf de reconnaissance sur les Kuma, Tama et Kiso.

## Histoire
Les deux unités de cette classe ont participé à de nombreuses actions pendant la Seconde Guerre mondiale. Tous les navires de cette classe ont été progressivement mis à niveau avec des canons antiaériens, des grenades anti sous-marine, radar et sonar durant la guerre du Pacifique. Ōi et Kitakami ont été convertis en croiseurs lance-torpilles juste avant l'attaque de Pearl Harbor du 7 décembre 1941. Deux ans plus tard, le Kitakami a été transformé en péniche de débarquement. Gravement endommagé il a été réparé et modifié comme transporteur de Kaiten (torpille humaine).
- Kuma : Il a été actif dans le soutien du débarquement de troupes japonaises en Asie du Sud Est. Il a été torpillé par le sous-marin britannique HMS Tally-Ho (P317) au large de la côte ouest de la Malaisie britannique le 10 mars 1944.
- Tama : Il a participé à la campagne des îles Aléoutiennes et à la Bataille des îles Komandorski. Il a ensuite servi de transporteur rapide sur Rabaul et dans les îles Salomon puis au combat de la bataille du golfe de Leyte dans les Philippines. Il a été torpillé par un sous-marin US au nord des Philippines le 20 décembre 1944.
- Kitakami : Il a participé à la bataille de Midway, puis a servi de transporteur rapide à Rabaul, dans les îles Salomon et en Nouvelle-Guinée. En fin de conflit il a été affecté au transport des Kaiten (torpilles humaines) puis de navire de rapatriement après la guerre. Il a été abandonné à Nanao le 10 août 1946 et détruit le 31 mars 1947.
- Ōi : Il a participé à la bataille de Midway, puis a servi de transporteur rapide à Rabaul, dans les îles Salomon et en Nouvelle-Guinée. Il a été torpillé à l'ouest de Manille le 10 septembre 1944.
- Kiso : Il a participé à la campagne des îles Aléoutiennes. Il a pris part à la bataille navale de Guadalcanal dans les îles Salomon et à la bataille du golfe de Leyte dans les Philippines. Il a été coulé par un porte-avion américain à l'ouest de Manille le 14 novembre 1944.

## Les unités de la classe
| Nom      | Lancement       | Armement        | Chantier naval                               | Fin de carrière                                       | Photo |
| -------- | --------------- | --------------- | -------------------------------------------- | ----------------------------------------------------- | ----- |
| Kuma     | 14 juillet 1919 | 31 août 1920    | Arsenal naval à Sasebo Japon                 | coulé le 10 janvier 1944 détruit en                   |       |
| Tama     | 10 février 1920 | 29 janvier 1920 | Mitsubishi Heavy Industries à Nagasaki Japon | coulé le 20 décembre 1944 détruit le 20 octobre 1944  |       |
| Kitakami | 3 juillet 1920  | 15 avril 1921   | Arsenal naval à Sasebo Japon                 | 30 novembre 1945 détruit le 10 août 1946              |       |
| Ōi       | 15 juillet 1920 | 10 octobre 1921 | Kawasaki Heavy Industries à Kōbe Japon       | coulé le 19 juillet 1944 détruit le 10 septembre 1944 |       |
| Kiso     | 10 février 1920 | 4 mai 1920      | Mitsubishi Heavy Industries à Nagasaki Japon | coulé le 20 octobre 1944 détruit le 20 décembre 1944  |       |

### Source
- (en) Eric Lacroix et Linton Wells, Japanese cruisers of the Pacific War, Annapolis, Md, Naval Institute Press, 1997, 882 p. (ISBN 978-0-870-21311-3)